# Peloptulus tanytrichosus
Peloptulus tanytrichosus är en kvalsterart som beskrevs av Harold G. Higgins och Tyler A. Woolley 1972. Peloptulus tanytrichosus ingår i släktet Peloptulus och familjen Phenopelopidae. Inga underarter finns listade i Catalogue of Life.